# Universidad de Buckingham
La Universidad de Buckingham es una universidad privada inglesa con sede en la ciudad de Buckingham, en el distrito de Buckinghamshire. Fue fundada como University College at Buckingham (UCB) en 1973, iniciando sus clases en 1976. Se le concedió el estatus de universidad por carta real en 1983. Buckingham ofrece títulos de licenciatura, maestría y doctorado a través de cinco Escuelas o Facultades.

## Historia
El Colegio Universitario de Buckingham nació estrechamente ligado a la figura de Margaret Thatcher, entonces secretaria de Estado de Educación, que supervisó la creación de la institución en 1973. Ya como primera ministra, dio los pasos pertinentes para elevarla a la categoría de universidad en 1983. Fue la primera universidad privada en Reino Unido desde el establecimiento del Comité de Becas Universitarias en 1919. Cuando se retiró de la política en 1992, Margaret Thatcher se convirtió en la segunda rectora de la universidad, cargo que ocupó hasta 1998. Las finanzas de Buckingham para la enseñanza operan enteramente en las cuotas y donaciones de los estudiantes; no recibe financiación estatal directa (a través de Office for Students o Research England), aunque sus estudiantes pueden recibir préstamos estudiantiles de la Student Loans Company. Tiene el estatus de organización benéfica formal como una institución sin ánimo de lucro dedicada a los fines de la investigación y la educación.

## Facultades
La universidad está compuesta por cinco facultades o Escuelas:
- Facultad de Derecho
- Facultad de Ciencias sociales
- Facultad de Comercio
- Facultad de Ciencias
- Facultad de Medicina